# آرمنین ایرلاینز
آرمنین ایرلاینز (ارمنی: Հայկական Ավիաուղիներ) یک شرکت هواپیمایی با کد یاتا R3 بود که در سال ۱۹۹۱ میلادی تأسیس شد دفتر مرکزی ژوپیتر-آویا در ایروان، ارمنستان واقع شده‌بود و قطب این شرکت هواپیمایی در فرودگاه بین‌المللی زوارتنوتس قرار داشت این شرکت هواپیمایی در سال ۲۰۰۳ منحل شد.